# Felipe Anderson
Felipe Anderson Pereira Gomes, hay được gọi là Felipe Anderson (sinh tại Santa Mar, 15 tháng 4 năm 1993), là một cầu thủ bóng đá người Brasil, người đóng vai trò là một tiền vệ công. Anh hiện đang chơi cho Lazio

## Sự nghiệp

### Coritiba
Năm 2007, Felipe Anderson tham gia chơi thử nghiệm để chơi tại Coritiba. Anh đã được chấp thuận và ở lại trong câu lạc bộ trong sáu tháng.

### Đội trẻ Santos
Ngay sau đó, ở tuổi 14, Felipe Anderson tham gia thử nghiệm để chơi tại Santos. Anh biểu diễn 1 thứ bóng đá tuyệt vời và được. Với tài năng của mình, Felipe đã nhảy một lèo trong sự nghiệp Anh ấy là cầu thủ ghi bàn hàng đầu, áo 10 và đội trưởng của đội trẻ Santos.

### Santos
Vào ngày 2 tháng 10 năm 2010, anh lần đầu tiên có mặt ở đội chuyên nghiệp trong trận gặp Palmeiras. Anh ghi bàn thắng đầu tiên của mình với chiếc áo Santos trong chiến thắng 2-0 của Santos trên vùng Tây Bắc. Mùa giải đó, Santos là á quân của Copa São Paulo.

### Lazio
Được dự định từ lâu bởi đội bóng xứ Ý, Felipe đã thi đấu trận đấu đầu tiên với Lazio vào ngày 25 tháng 6 năm 2013.

### West Ham
Năm 2018 West Ham chi ra 41 triệu Euro cho Lazio để có được chữ ký của ngôi sao chạy cánh người Brazil. Anh đã có những ngày tháng rất tươi đẹp tại West Ham cho đến khi HLV David Moyes lên nắm quyền và kết quả là chàng trai 28 tuổi này bị đẩy sang FC Porto theo 1 bản hợp đồng cho mượn 1 năm kèm theo điều khoảng mua đứt.

### Porto
Sau khi anh chuyển sang FC Porto với hy vọng làm lại sự nghiệp nhưng mọi thứ không quá tổt đẹp với anh với vỏn vẻ 9 lần ra sân với 0 bàn thắng và dường như chắc chắn thì Porto sẽ không mua đứt anh.

## Lựa chọn quốc gia thi đấu
Anh đã được gọi lên thi đấu đội tuyển quốc gia U-18 và U-20 Brazil và là nhà vô địch của giải đấu Copa America quốc tế tổ chức tại Argentina.
Năm 2016, anh được Rogério Micale triệu tập và trở thành một phần của đội tuyển Brazil trong Thế vận hội Olympic 2016 và đã giành được huy chương vàng.

## Thống kê sự nghiệp

### Câu lạc bộ
Tính đến 16 tháng 3 năm 2018
| Câu lạc bộ             | Mùa giải               | Giải đấu               | Giải đấu | Giải đấu | Cup  | Cup | Khác | Khác | Cúp Châu lục | Cúp Châu lục | Tổng cộng | Tổng cộng |
| Câu lạc bộ             | Mùa giải               | Giải                   | Trận     | Bàn      | Trận | Bàn | Trận | Bàn  | Trận         | Bàn          | Trận      | Bàn       |
| ---------------------- | ---------------------- | ---------------------- | -------- | -------- | ---- | --- | ---- | ---- | ------------ | ------------ | --------- | --------- |
| Santos                 | 2010                   | Série A                | 5        | 0        | 0    | 0   | 0    | 0    | —            | —            | 5         | 0         |
| Santos                 | 2011                   | Série A                | 18       | 1        | 0    | 0   | 10   | 1    | 1            | 0            | 29        | 2         |
| Santos                 | 2012                   | Série A                | 35       | 6        | 0    | 0   | 12   | 1    | 4            | 0            | 51        | 7         |
| Santos                 | 2013                   | Série A                | 3        | 0        | 3    | 0   | 15   | 0    | —            | —            | 21        | 0         |
| Santos                 | Tổng                   | Tổng                   | 61       | 7        | 3    | 0   | 37   | 2    | 5            | 0            | 106       | 9         |
| Lazio                  | 2013–14                | Serie A                | 13       | 0        | 2    | 0   | 0    | 0    | 5            | 1            | 20        | 1         |
| Lazio                  | 2014–15                | Serie A                | 32       | 10       | 5    | 1   | 0    | 0    | —            | —            | 37        | 11        |
| Lazio                  | 2015–16                | Serie A                | 35       | 7        | 2    | 0   | 1    | 0    | 9            | 2            | 47        | 9         |
| Lazio                  | 2016–17                | Serie A                | 36       | 4        | 5    | 1   | —    | —    | —            | —            | 41        | 5         |
| Lazio                  | 2017–18                | Serie A                | 21       | 4        | 4    | 1   | 0    | 0    | 7            | 3            | 32        | 8         |
| Lazio                  | Tổng cộng              | Tổng cộng              | 137      | 25       | 18   | 3   | 1    | 0    | 21           | 6            | 177       | 34        |
| West Ham United        | 2018–19                | Premier League         | 31       | 8        | 2    | 1   | 2    | 0    | —            | —            | 35        | 9         |
| Tổng toàn bộ sự nghiệp | Tổng toàn bộ sự nghiệp | Tổng toàn bộ sự nghiệp | 229      | 40       | 25   | 4   | 38   | 2    | 26           | 6            | 318       | 52        |

### Quốc tế
Tính đến ngày 23 tháng 3 năm 2019
| Đội tuyển quốc gia | Năm       | Trận | Bàn |
| ------------------ | --------- | ---- | --- |
| Brasil             | 2015      | 1    | 0   |
| Brasil             | 2019      | 1    | 0   |
| Tổng cộng          | Tổng cộng | 2    | 0   |

## Danh hiệu
Santos
- Copa Libertadores: 2011
- Recopa Sudamericana: 2012

Lazio
- Supercoppa Italiana: 2017

U-23 Brazil
- Thế vận hội Mùa hè: 2016